# Selma Kurz
Selma Kurz née le 15 novembre 1874 à Bielitz, ville autrichienne actuellement en Silésie, morte le 10 mai 1933 à Vienne était une cantatrice mezzo-soprano, puis soprano autrichienne.

## Biographie
Repérée pour la qualité de sa voix, elle est prise en charge par le mécène Nicolas III Esterházy qui lui paie ses études musicales à Vienne avec Johannes Ress. Elle vient ensuite à Paris travailler avec Jean de Reszke et Mathilde Marchesi. Elle débute à Hambourg en 1895, chante à l'Opéra de Francfort de 1896 à 1899, notamment les rôles d'Elisabeth dans Tannhaüser et Carmen de Bizet. En 1899 Gustav Mahler l'engage à l'Opéra de Vienne où elle crée le rôle de Zerbinette de Ariane à Naxos (Richard Strauss). Elle débute à Covent Garden en 1904, à l'Opéra de Paris en 1909, à Salzbourg en 1922. Elle chante à Vienne jusqu'en 1929. Elle crée le rôle en allemand de Madame Butterfly en 1907 à Vienne, un succès immense avec 62 représentations en trois saisons.
D'abord mezzo soprano, puis soprano dramatique et enfin coloratura, elle montra une grande aisance dans le registre aigu et dans la technique du trille.

## Famille
En 1910, Selma Kurz épouse le professeur Joseph Halban (1876-1937), gynécologue à l'Université de Vienne. Avec lui, elle a deux enfants, Désirée qui deviendra une soprano de concert et enregistrera entre autres choses, la quatrième Symphonie de Mahler sous la direction de Bruno Walter et Georg. De santé toujours délicate, Selma est atteint par un cancer auquel elle succombe le 10 mai 1933, à Vienne.

## Enregistrements
Selma Kurz a laissé plus de 150 enregistrements en 78 tours. Le premier a été fait pour Émile Berliner en 1900. Ils ont été suivis par des disques chez Zonophone et Gramophone & Typewriter Company datant de 1901 à 1906. Elle a ensuite fait une longue série de HMV (maintenant EMI) en 1907-1914. Ce sont de loin le meilleur de ses enregistrements par la capture de l'attractivité de son ton et l'agilité exceptionnelle de sa technique vocale. Vers 1910, elle a enregistré trois cylindres pour la société Edison. Après la Première Guerre mondiale, elle a enregistré pour Deutsche Grammophon / Polydor en 1923-24, mais avec un certain déclin de la voix.

## Source
Alain Pâris, Dictionnaire des interprètes, Bouquins/Laffont p. 534  (ISBN 2-221-06660-X)